# The Hangover (serie de películas)
The Hangover (titulada Resacón en Las Vegas en España y ¿Qué Pasó Ayer? en Hispanoamérica) es una trilogía de películas de comedia estadounidense creada por Jon Lucas y Scott Moore, y dirigida por Todd Phillips. Las tres películas siguen las desventuras de un cuarteto de amigos (también conocidos como "the Wolfpack" o la Manada de Lobos en español) que emprenden un viaje por carretera para asistir a una despedida de soltero. Si bien todas las películas encuentran a tres de los cuatro amigos en una misión para encontrar a su amigo desaparecido, las dos primeras películas se centran en los eventos después de la noche de libertinaje antes de un matrimonio en Las Vegas y Bangkok, mientras que la tercera y última película involucra un viaje por carretera y un secuestro en lugar de una despedida de soltero. Cada película de la serie se centra en cómo los amigos lidian con las consecuencias de sus travesuras, mientras son humillados y ocasionalmente golpeados físicamente en todo momento. Las tres películas se estrenaron entre 2009 y 2013 y han recaudado un total colectivo de $ 1.4 mil millones en los Estados Unidos y en todo el mundo.

## Películas

### The Hangover(2009)
Phil Wenneck, Stu Price y Alan Garner viajan a Las Vegas para celebrar la despedida de soltero de su amigo, Doug Billings con motivo de su inminente matrimonio. Sin embargo, Phil, Stu y Alan no recuerdan los eventos de la noche anterior y para colmo, Doug ha desaparecido. El trío emprende su búsqueda antes de que pueda llevarse a cabo la boda.
Lucas y Moore escribieron el guion después de escuchar cómo un amigo del productor ejecutivo Chris Bender desapareció después de su despedida de soltero en Las Vegas. Después de que Lucas y Moore la vendieran a Warner Bros. por 2 millones de dólares, Phillips y Jeremy Garelick reescribieron el guion para incluir un tigre, una trama secundaria que involucra a un bebé y un coche patrulla, y al boxeador de la vida real Mike Tyson. El rodaje tuvo lugar en Nevada durante quince días.

### The Hangover Part II(2011)
Phil, Alan y Doug acompañan a Stu a Tailandia para la celebración de su boda con su novia Lauren. Después de la despedida de soltero en Las Vegas, Stu no se arriesga y opta por un brunch seguro y moderado antes de la boda. Sin embargo, las cosas no salen según lo planeado, lo que resulta en otra resaca sin recuerdos de la noche anterior. Después de perder a Teddy, el futuro cuñado de Stu, él, Phil y Alan emprenden una frenética búsqueda en Bangkok.
Warner Bros. contrató a Phillips y Scot Armstrong para escribir una secuela de The Hangover después de que un tráiler derribara la casa en ShoWest en abril de 2009, dos meses antes del estreno de la película. Los actores principales fueron elegidos en marzo de 2010 para repetir sus papeles de la primera película. La producción comenzó en octubre de 2010, en Ontario, California, antes de trasladarse a Tailandia.

### The Hangover Part III(2013)
Phil, Stu y Doug viven felices y sin incidentes en casa. El único miembro del grupo que no está contento es Alan. Aún sin un sentido de propósito, Alan ha abandonado sus medicamentos y ha cedido a sus impulsos naturales hasta que la prematura muerte de su padre lo obliga a revaluar finalmente su estilo de vida y buscar la ayuda que necesita. Phil, Stu y Doug están allí para asegurarse de que Alan dé el primer paso, aunque sin querer se involucran en una guerra entre un mafioso llamado Marshall y su amigo de fiestas Leslie Chow. Esta vez, Alan se casa con una mujer llamada Cassandra y renuncia al grupo, pero las cosas siguen saliendo mal cuando los amigos sale a la carretera.
Phillips anunció por primera vez planes para una tercera película en mayo de 2011, días antes del lanzamiento de The Hangover Part II. Craig Mazin, quien coescribió la Parte II, también se incorporó en mayo para escribir el guion de la película. Los actores principales firmaron en enero de 2012 y la producción comenzó en septiembre de 2012 en Los Ángeles, California, antes de mudarse a Nogales, Arizona y Las Vegas, Nevada. La película se estrenó el 23 de mayo de 2013.

### Futuro
El 9 de octubre de 2020, Ken Jeong dijo en una entrevista que el elenco sabía que no habría una cuarta película cuando terminaron de filmar Hangover 3 y se tomaron el tiempo para conmemorar su cierre el último día.
El 21 de octubre de 2021, Zach Galifianakis dijo en una entrevista que podría suceder una cuarta película si fuera una "versión familiar de Pixar". Luego agregó: "He escrito mucho, pero se lo envié a los otros muchachos, me enviaron videos de ellos quemándolo".

## Elenco
| Personaje                 | The Hangover      | The Hangover Part II | The Hangover Part III |
| ------------------------- | ----------------- | -------------------- | --------------------- |
| Phil Wenneck              | Bradley Cooper    | Bradley Cooper       | Bradley Cooper        |
| Stu Price                 | Ed Helms          | Ed Helms             | Ed Helms              |
| Alan Garner               | Zach Galifianakis | Zach Galifianakis    | Zach Galifianakis     |
| Doug Billings             | Justin Bartha     | Justin Bartha        | Justin Bartha         |
| Sr. Leslie Chow           | Ken Jeong         | Ken Jeong            | Ken Jeong             |
| Sid Garner                | Jeffrey Tambor    | Jeffrey Tambor       | Jeffrey Tambor        |
| Linda Garner              | Sondra Currie     | Sondra Currie        | Sondra Currie         |
| Tracy Garner-Billings     | Sasha Barrese     | Sasha Barrese        | Sasha Barrese         |
| Stephanie Wenneck         | Gillian Vigman    | Gillian Vigman       | Gillian Vigman        |
| Jade                      | Heather Graham    |                      | Heather Graham        |
| Doug negro                | Mike Epps         |                      | Mike Epps             |
| Tyler / Carlos            | Grant Holmquist   |                      | Grant Holmquist       |
| Neeco                     | Mike Vallely      |                      | Mike Vallely          |
| Melissa                   | Rachael Harris    |                      |                       |
| Dr. Valsh                 | Matt Walsh        |                      |                       |
| Oficial Franklin          | Rob Riggle        |                      |                       |
| Oficial Garden            | Cleo King         |                      |                       |
| Mike Tyson                | Él mismo          | Él mismo             |                       |
| Eddie / Samir             | Bryan Callen      | Bryan Callen         |                       |
| Lauren Srisai-Price       |                   | Jaime Chung          | Jaime Chung           |
| Kingsley/Detective Peters |                   | Paul Giamatti        |                       |
| Teddy Srisai              |                   | Mason Lee            |                       |
| Fong Srisai               |                   | Nirut Sirijanya      |                       |
| Kimmy                     |                   | Yasmin Lee           |                       |
| Marshall                  |                   |                      | John Goodman          |
| Cassie                    |                   |                      | Melissa McCarthy      |
| Mono traficante de drogas |                   | Cristal el mono      | Cristal el mono       |

## Recepción

### Rendimiento de taquilla
| Película              | Fecha de lanzamiento en EE. UU. | Taquilla bruta            | Taquilla bruta    | Taquilla bruta    | Taquilla bruta | Ranking de taquilla            | Ranking de taquilla             | Presupuesto    | Referencia |
| Película              | Fecha de lanzamiento en EE. UU. | Fin de semana de apertura | América del norte | Otros territorios | Mundial        | Doméstico de todos los tiempos | Todo el tiempo en todo el mundo | Presupuesto    | Referencia |
| --------------------- | ------------------------------- | ------------------------- | ----------------- | ----------------- | -------------- | ------------------------------ | ------------------------------- | -------------- | ---------- |
| The Hangover          | 5 de junio de 2009              | $44,979,319               | $277,322,503      | $190,161,409      | $467,483,912   | #99                            | #229                            | $ 35 millones  | [ 17 ]     |
| The Hangover Part II  | 26 de mayo de 2011              | $85,946,294               | $254,464,305      | $332,300,000      | $ 586,764,305  | #118                           | #293                            | $ 80 millones  | [ 18 ]     |
| The Hangover Part III | 23 de mayo de 2013              | $41,671,198               | $112,200,072      | $249,800,000      | $362,000,072   | #600                           | #343                            | $ 103 millones | [ 19 ]     |
| Total                 |                                 |                           | $643,986,880      | $772,261,409      | $1,416,248,289 |                                |                                 | $ 218 millones |            |

### Respuesta crítica y pública
| Película              | Rotten Tomatoes   | Rotten Tomatoes      | Rotten Tomatoes     | Metacritic      | CinemaScore | IMDb                | FilmAffinity        |
| Película              | Críticos          | Críticos importantes | Audiencia           | Metacritic      | CinemaScore | IMDb                | FilmAffinity        |
| --------------------- | ----------------- | -------------------- | ------------------- | --------------- | ----------- | ------------------- | ------------------- |
| The Hangover          | 79% (240 reseñas) | 79% (67 reseñas)     | 84% (250 000 votos) | 73 (31 reseñas) | A           | 7.7 (813 000 votos) | 6.6 (107 013 votos) |
| The Hangover Part II  | 34% (249 reseñas) | 23% (37 reseñas)     | 52% (100 000 votos) | 44 (40 reseñas) | A-          | 6.5 (517 000 votos) | 5.8 (54 737 votos)  |
| The Hangover Part III | 20% (207 reseñas) | 13% (55 reseñas)     | 44% (100 000 votos) | 30 (37 reseñas) | B           | 5.8 (325 000 votos) | 4.9 (33 204 votos)  |
| Promedio              | 44%               | 38%                  | 60%                 | 49              | A-          | 6.7                 | 5.8                 |